# Constantino León
Constantino León López (Pampas, Huancavelica, 12 de abril de 1974) es un corredor de maratón peruano. Representó al Perú en los Juegos Olímpicos de 2008 realizados en Pekín, en donde compitió en maratón. Finalizó dicha competencia en el puesto 61°, haciendo un tiempo de 2:28:04.
En 2010, obtuvo el undécimo lugar en la Maratón Internacional de Chuncheon de 2010, en Corea del Sur, con un tiempo de 2:17:03. De esta manera logró clasificarse a los Juegos Olímpicos de Londres 2012.
La última participación de León tuvo lugar en la Maratón Internacional de la Ciudad de México, donde consiguió el sexto lugar con 2:22:00.

## Marcas personales
- 10 Kilómetros: 29:58 - Cajamarca, , 26 de abril de 2009.[6]
- 15 Kilómetros: 46:26 - Quito, , 5 de junio de 2011.[6]
- Media maratón: 1:03:53 - Lima, , 29 de agosto de 2010.[6]
- Maratón: 2:17:03 - Chuncheon, , 24 de octubre de 2010.[4]

## Participaciones destacadas
| Año  | Competición                                  | Ciudad            | País          | Posición | Prueba        | Tiempo  | Ref.         |
| ---- | -------------------------------------------- | ----------------- | ------------- | -------- | ------------- | ------- | ------------ |
| 2002 | Campeonato Mundial de Media Maratón          | Bruselas          | Bélgica       | 65.º     | Media maratón | 1:05:36 | [ 7 ]        |
| 2007 | Maratón de Los Andes                         | Huancayo          | Perú          | Oro      | Maratón       | 2:25:49 | [ 8 ]        |
| 2008 | Juegos Olímpicos                             | Pekín             | China         | 61.º     | Maratón       | 2:28:04 | [ 9 ] [ 10 ] |
| 2009 | Sudamericano de Cross Country                | Concepción        | Chile         | 8.º      | 12 km         | 38:05   | [ 11 ]       |
| 2009 | Campeonato Sudamericano de Media Maratón     | Asunción          | Paraguay      | Plata    | Media maratón | 1:04:46 | [ 12 ]       |
| 2009 | Campeonato Mundial de Atletismo              | Berlín            | Alemania      | 52.º     | Maratón       | 2:23:34 | [ 13 ]       |
| 2009 | Campeonato Mundial de Media Maratón          | Birmingham        | Reino Unido   | 69.º     | Media maratón | 1:06:95 | [ 14 ] [ 6 ] |
| 2010 | Sudamericano de Cross Country                | Guayaquil         | Ecuador       | 9.º      | 12 km         | 36:40.2 | [ 15 ]       |
| 2010 | Campeonato Sudamericano de Media Maratón     | Lima              | Perú          | Bronce   | Media maratón | 1:03:53 | [ 6 ]        |
| 2010 | Campeonato Mundial de Media Maratón          | Nanning           | China         | 37.º     | Media maratón | 1:05:29 | [ 6 ]        |
| 2010 | Maratón Internacional de Chuncheon           | Chuncheon         | Corea del Sur | 11.º     | Maratón       | 2:17:03 | [ 16 ]       |
| 2010 | Maratón de Los Andes                         | Huancayo          | Perú          | Oro      | Maratón       | 2:21:02 | [ 17 ]       |
| 2011 | Juegos Panamericanos                         | Guadalajara       | México        | 7.º      | Maratón       | 2:21:18 | [ 18 ]       |
| 2011 | Quito Últimas Noticias 15K                   | Quito             | Ecuador       | Oro      | 15 km         | 46:26   | [ 19 ]       |
| 2011 | Ruta de las iglesias                         | Quito             | Ecuador       | Oro      | 10 km         | 30:58   | [ 20 ]       |
| 2012 | Media Maratón de Bogotá                      | Bogotá            | Colombia      | 9.º      | Media maratón | 1:06:09 | [ 19 ]       |
| 2012 | Media Maratón de Lima                        | Lima              | Perú          | Bronce   | Media maratón | 1:05:55 | [ 19 ]       |
| 2012 | Campeonato Mundial de Media Maratón          | Kavarna           | Bulgaria      | 45.º     | Media maratón | 1:06:58 | [ 21 ] [ 6 ] |
| 2012 | Maratón de Seúl                              | Seúl              | Corea del Sur | 30.º     | Maratón       | 2:21:11 | [ 19 ]       |
| 2012 | Maratón de Los Andes                         | Huancayo          | Perú          | Oro      | Maratón       | 2:20:47 | [ 19 ]       |
| 2013 | Maratón de Santiago                          | Santiago de Chile | Chile         | 10.º     | Maratón       | 2:18:59 | [ 6 ] [ 22 ] |
| 2016 | Maratón Internacional de la Ciudad de México | Ciudad de México  | México        | 6.º      | Maratón       | 2:22:00 | [ 6 ] [ 5 ]  |